# Лунка-Четецуїй
Лунка-Четецуїй (рум. Lunca Cetățuii) — село у повіті Ясси в Румунії. Входить до складу комуни Чуря.
Село розташоване на відстані 316 км на північ від Бухареста, 7 км на південь від Ясс.

## Населення
За даними перепису населення 2002 року у селі проживали 5078 осіб.
Національний склад населення села:
| Національність | Кількість осіб | Відсоток |
| -------------- | -------------- | -------- |
| румуни         | 4468           | 88,0%    |
| цигани         | 595            | 11,7%    |
| італійці       | 12             | 0,2%     |

Рідною мовою назвали:
| Мова      | Кількість осіб | Відсоток |
| --------- | -------------- | -------- |
| румунська | 4487           | 88,4%    |
| циганська | 588            | 11,6%    |